# Seattle Post-Intelligencer
El Seattle Post-Intelligencer (conegut popularment com a Seattle P-I, Post-Intelligencer o simplement P-I) és un diari digital i antic diari imprès basat a Seattle, Washington (Estats Units).
El diari fou fundat el 1863 com el setmanari Seattle Gazette i més tard es convertí en un diari de gran format. Durant molt de temps fou un dels dos diaris de la ciutat, juntament amb The Seattle Times, fins que el 18 de març del 2009 esdevingué una publicació exclusivament digital.